# Annie Antoine
Annie Antoine est une historienne moderniste française, spécialiste d'histoire rurale.

## Biographie
Elle réalise sa thèse à l'Université du Maine sous la direction de Jean-Marie Constant, sur le Bas-Maine au XVIIIe siècle (thèse soutenue en 1993).
Elle est professeur d'histoire moderne à l'Université de Rennes 2. Elle prend sa retraite et devient professeur émérite en septembre 2019.

## Publications
- Avec Patrick Avrillas, Le marais et les îles. Cartes et plans, La Crèche, La Geste Éditions, 2022.
- Avec Jean-Michel Boehler et Francis Brumont, L'agriculture en Europe occidentale à l'époque moderne, Paris, Belin, 2000.
- Le paysage de l'historien. Archéologie des bocages de l'Ouest de la France à l'époque moderne, Rennes, Presses universitaires de Rennes, 2000.
- (éd. et prés.) Campagnes de l'Ouest. Stratigraphie et relations sociales dans l'histoire, actes du colloque de Rennes (24-26 mars 1999), Rennes, Presses universitaires de Rennes, 1999.
- Terre et paysans en France aux XVIIe et XVIIIe siècles, Gap, Ophrys, 1998.
- (éd. et prés.) Paysages et structures agraires, actes de la journée d'étude de l'Université Rennes-II (30 novembre 1996), Caen, Presses universitaires de Caen, 1997.
- Fiefs et villages du Bas-Maine au XVIIIe siècle. Étude de la seigneurie et de la vie rurale, Mayenne, Éditions régionales de l'Ouest, 1994

### Direction d'ouvrages
- Avec Benjamin Landrais, Cartographier le parcellaire rural dans l'Europe d'Ancien régime, actes du colloque de Rennes (21-22 mars 2019) et Avignon (mai 2020), Rennes, Presses universitaires de Rennes, 2023.
- Avec Julian Mischi, Sociabilité et politique en milieu rural, Rennes, Presses Universitaires de Rennes, 2008.
- Avec Dominique Marguerie, Bocages et sociétés, actes du colloque de Rennes (29 septembre-1er octobre 2004), Rennes, Presses Universitaires de Rennes, 2007.
- Avec Cédric Michon, Les sociétés au XVIIe siècle. Angleterre, Espagne, France, Rennes, Presses universitaires de Rennes, 2006.
- Avec Martine Cocaud et Daniel Pichot, La maison rurale en pays d'habitat dispersé. De l'Antiquité au XXe siècle, actes du colloque de Rennes (29-31 mai 2002), Rennes, Presses universitaires de Rennes, 2005.
- Avec Michel Lagrée, Le pays de Rennes. Histoire et identité, Rennes, Presses universitaires de Rennes, 2001.